# Aedes walkeri
Aedes walkeri är en tvåvingeart som först beskrevs av Theobald 1901.  Aedes walkeri ingår i släktet Aedes och familjen stickmyggor.
Artens utbredningsområde är Jamaica. Inga underarter finns listade i Catalogue of Life.